# Israel Becker
Israel Becker (ur. 13 czerwca 1917 w Białymstoku, zm. 30 maja 2003 w Tel Awiwie, Izrael) – izraelski aktor teatralny, reżyser oraz malarz, pochodzący z rodziny białostockich Żydów.

## Życiorys
Urodził się jako Izrael Beker w rodzinie kantora Wielkiej Synagogi w Białymstoku, jego rodzina mieszkała w czteropiętrowej kamienicy przy ulicy Suraskiej. Od najmłodszych lat interesował się teatrem, po przeżyciu hitlerowskiej obławy na Żydów jadących pociągiem z Lublina do Białegostoku i aresztowaniu w obozie przejściowym przedostał się do Związku Radzieckiego. Studiował aktorstwo w Moskwie, w 1945 powrócił do Białegostoku, ale okazało się, że cała rodzina zginęła w getcie. Postanowił wówczas wyjechać do Monachium, w 1947 wyreżyserował film „Lang ist der Weg”, w którym zagrał główną rolę. Był to pierwszy film pełnometrażowy przedstawiający Holocaust z żydowskiej perspektywy i jedyny film wyprodukowany w Niemczech w języku jidysz. Od 1947 przez rok grał w Teatrze Żydowskim w Monachium, a następnie podjął decyzję o wyjeździe do nowo powstałego Izraela, gdzie występował w teatrze „Habimah”. Walczył w I wojnie izraelsko-arabskiej. Wyreżyserował musical „Two Connie Lemel” oraz zrealizowany na jego podstawie film. Podczas swojej kariery wyreżyserował ponad dziesięć przedstawień w Izraelu i Stanach Zjednoczonych. Israel Becker został uhonorowany nagrodą Bet Szalom Alechem za grę aktorską oraz nagrodą Meir Margalit dla sztuki teatralnej i tytułem yakiera miasta Tel Awiw. W przedmowie do wydanego w 1980 albumu przedstawiającego jego twórczość malarską napisał, że mimo iż od jego wyjazdu z rodzinnego miasta minęło trzydzieści pięć lat, to nadal czuje się Białostoczaninem, a w swoich obrazach chce pokazać miasto, którego już nie ma.